# Jacques Carette
Jacques Carette (ur. 1 marca 1947 w Roubaix) – francuski lekkoatleta (sprinter), medalista olimpijski z 1972 i mistrz Europy z 1969.
Specjalizował się w biegu na 400 metrów. Wystąpił na igrzyskach olimpijskich w 1968 w Meksyku, gdzie odpadł w ćwierćfinale biegu na 200 metrów, a także zajął 8. miejsce w sztafecie 4 × 400 metrów (biegła w składzie: Jean-Claude Nallet, Carette, Gilles Bertould i Jean-Pierre Boccardo).
Zdobył złoty medal w sztafecie 4 × 400 metrów (w składzie: Bertould, Christian Nicolau, Carette i Nallet) na mistrzostwach Europy w 1969 w Atenach, a w biegu na 400 metrów zajął w finale 4. miejsce. Zdobył brązowe medale w biegu na 400 metrów i w sztafecie 4 × 400 metrów na letniej uniwersjadzie w 1970 w Turynie.
Zdobył brązowy medal w sztafecie 4 × 400 metrów (w składzie: Bertould, Daniel Vélasques, Francis Kerbiriou i Carette) na igrzyskach olimpijskich w 1972 w Monachium.
Na mistrzostwach Europy w 1974 w Rzymie zajął 4. miejsce w sztafecie 4 × 400 metrów (w składzie: Nallet, Vélasques, Carette i Francis Demarthon).
Był wicemistrzem Francji w biegu na 400 metrów w 1967, 1969 i 1970, a także w hali w 1973.
Był trzykrotnym rekordzistą Francji w sztafecie 4 × 400 metrów do wyniku 3:00,65 osiągniętego 10 września 1972 w Monachium.
Rekordy życiowe Jacques’a Carette’a:
| Konkurencja        | Data i miejsce               | Wynik   |
| ------------------ | ---------------------------- | ------- |
| bieg na 200 metrów | 15 października 1968, Meksyk | 20,97 s |
| bieg na 400 metrów | 18 września 1969, Ateny      | 45,92 s |